# Veerasamy Ringadoo
Veerasamy Ringadoo, né le 20 octobre 1920 et mort le 9 septembre 2000, est un homme politique mauricien, ministre, dernier gouverneur général de Maurice et premier président de la république de Maurice.